# Shikomizue
Una shikomizue (仕込み杖, literalment bastó preparat) és una espasa japonesa camuflada amb l'aspecte exterior d'un bastó. El seu usuari més conegut és el personatge fictici Zatōichi, que en ser cec, necessita un bastó, en el qual oculta la seua arma. No ha de ser confós amb una shirasaya, que és tan sols un muntatge senzill sense decoració per a emmagatzemar una fulla.